# Joram Kanjuk
Joram Kanjuk (hebrejsky יורם קניוק‎; q2. května 1930, Tel Aviv – 8. června 2013, Tel Aviv) byl izraelský spisovatel, malíř, novinář a divadelní kritik. Mezi jeho nejznámější knihy patří ha-Jehudi ha-acharon, ha-Berlina'i ha-acharon a Adam ben kelev, přičemž za svou literární tvorbu byl oceněn četnými cenami, mj. Bialikovou či Sapirovou cenou.

## Biografie

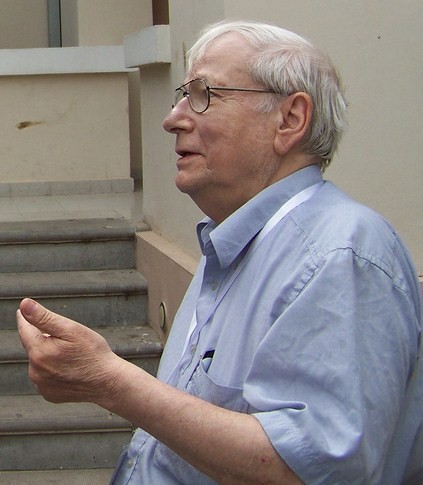
Kanjuk v roce 2010

Narodil se v Tel Avivu za dob britské mandátní Palestiny. Jeho otec Moše Kanjuk, pocházející z haličského města Ternopil (od roku 1991 součást Ukrajiny), byl osobním tajemníkem prvního telavivského starosty Me'ira Dizengoffa a později prvním kurátorem Telavivského muzea umění. Část rodiny byli učitelé, například děda učil hebrejštinu a sepsal učebnici tohoto jazyka, a rovněž tak Kanjukova matka Sara, pocházející z Oděsy, působila jako pedagožka. Její rodina imigrovala do Palestiny v roce 1909, v tentýž rok, kdy byl založen Tel Aviv, a usadila se v Neve Cedek. Již v dětství jej obklopovaly osobnosti hebrejské literatury: jeho kmotrem byl básník Chajim Nachman Bialik, učitelem ve školce spisovatel Josef Chajim Brenner a lékařem ve škole básník a esejista Ša'ul Černichovski.
V sedmnácti letech se stal členem elitních úderných jednotek Palmach, náležících pod židovskou podzemní vojenskou organizaci Hagana, konkrétně jejich námořní složky Paljam. Během izraelské války za nezávislost v roce 1948 se zúčastnil bojů v okolí Jeruzaléma. V průběhu operace Jevusi v bitvě o Nabi Samwil jej a jeho četu opustil velitel, což se později objevilo v jeho knihách. O týden později utrpěl střelné zranění při bojích na hoře Sijón. Když se zotavil, pomáhal na lodích, které z Evropy do Izraele přivážely přeživší holokaust.
Po vybídnutí jedním z předních výtvarných umělců té doby, Mordechajem Ardonem, nastoupil ke studiu na Becalelovu akademii, načež v roce 1951 pokračoval ročním studiem v Paříži. Poté se přestěhoval do New Yorku, kde se stal malířem, a kde žil následujících deset let. Během 50. let se pouštěl do řady dobrodružství: např. hledal zlato v Mexiku, diamanty v Guatemale a hrál hazard v Las Vegas. Dostal se mezi lidi ze showbusinessu, především ze sféry jazzu a filmu, a seznámil a spřátelil se tak například s hercem Marlonem Brandonem, zpěvákem Charlie Parkerem, zpěvačkou Billie Holiday, ale i se svou první manželkou, tanečnicí a choreografkou Lee Becker. Po pěti letech však manželství skončilo a on se v roce 1958 podruhé oženil, tentokráte s křesťanskou dívkou Mirandou Baker, s níž se později vrátil do Izraele, kde měli dvě dcery: Aju, spisovatelku a politickou aktivistku, a Naomi, terapeutku taiči.
V Izraeli se podle americké spisovatelky Nicole Krauss Kanjuk stal jedním z největších a nejméně oslavovaných spisovatelů. S každým z jeho sedmnácti románů a sedmi sbírek povídek zemřel buď nemilován nebo nečten, zemřel pomalou a bolestivou smrtí odmítnutí, chudoby a nejasnosti. V posledních patnácti letech jeho života měl pravidelným zvykem umírat v nemocnici Ichilov na různé druhy rakoviny a jejich komplikace – viry, mrtvice, infekce, zápaly plic.
V květnu 2011 podal na ministerstvo vnitra žádost změny svého náboženského statusu z „židovského“ na „bez vyznání“. Uvedl, že neplánuje konvertovat k jinému náboženství, ale že se nikdy necítil být zbožným židem. Mimo to, kvůli smíšenému manželství, které uzavřel, byly jak jeho děti, tak jeho vnuk registrovány jako osoby „bez vyznání“. Případ byl řešen distriktním soudem, který v říjnu 2011 jeho žádosti vyhověl. Kanjuk tak sice stále zůstal národností Židem, nikoliv však již náboženským vyznáním. Rozhodnutí soudu bylo v tomto smyslu přelomové. K podobnému kroku se díky tomuto precedentu měly chystat stovky Izraelců.
Zemřel v nemocnici Ichilov v Tel Avivu ve věku 83 let po dlouhém boji s rakovinou kostní dřeně. Své tělo se rozhodl věnovat pro vědecké účely.

## Výběr zdíla
Během svého života Kanjuk sepsal sedmnáct románů, jedny paměti, sedm povídkových sbírek, dvě knihy esejí a pět knih pro děti a mládež. Jeho knihy byly přeloženy do dvaceti pěti světových jazyků a byly oceněny četnými literárními cenami. Mezi témata, jimž se věnoval, patří například izraelská válka za nezávislost, holocaust, okupace území získaných v šestidenní válce v roce 1967, vztah mezi rodičem a dítětem, či stárnutí. V březnu 2006 byla na Cambridge University pořádána mezinárodní konference věnovaná jeho dílu.
- ha-Jored le-ma'ala (1963) – román o Izraelci žijícím v New Yorku
- Chimo melech Jerušalajim (1965) – příběh raněného vojáka v jeruzalémské nemocnici
- Adam ben kelev (1968) – román, v němž se věnoval tématu holokaustu
- Sus'ec (1973)
- ha-Sipur al doda Šlomcijon ha-gedola (1976)
- Aravi tov (1983) – o životě muže izraelsko-palestinského původu
- Bito (1987) – příběh o pohřešované dceři armádního důstojníka, který se vydá hledat ji i sám sebe
- Exodus: Odisej'a šel mefaked (1999)
- The House Where Cockroaches Live to a Ripe Old Age (2001)
- ha-Jehudi ha-acharon (1982) – román
- Ejtim (novela)
- Nevelot – ha-sipur ha-amiti (novela)
- Al ha-chajim ve-al ha-mavet (román)
- TaŠaCh (2010) – autobiografický román

Jeho román Adam ben kelev z roku 1968 byl zfilmován režisérem Paulem Schraderem, který snímek představil roku 2008 pod názvem Okamžik vzkříšení („Adam Resurrected“).

## Ocenění a pocty
Kanjuk za svou literární tvorbu obdržel množství literárních cen a ocenění. Patří mezi ně následující:
- 1980: Ze'evova cena za dětskou literaturu
- 1997: Prix des Droits de l'Homme (Francie)
- 1998: Prezidentská cena
- 1999: Bialikova cena
- 2000: Prix Mediterranee Etranger za knihu Commander of the Exodus
- 2005: Book Publishers Association's Gold Book Prize
- 2006: Newmanova cena
- 2011: Sapirova cena za knihu 1948
- 2011: Čestný doktorát na Telavivské univerzitě